# ベネデット・マルチェッロ

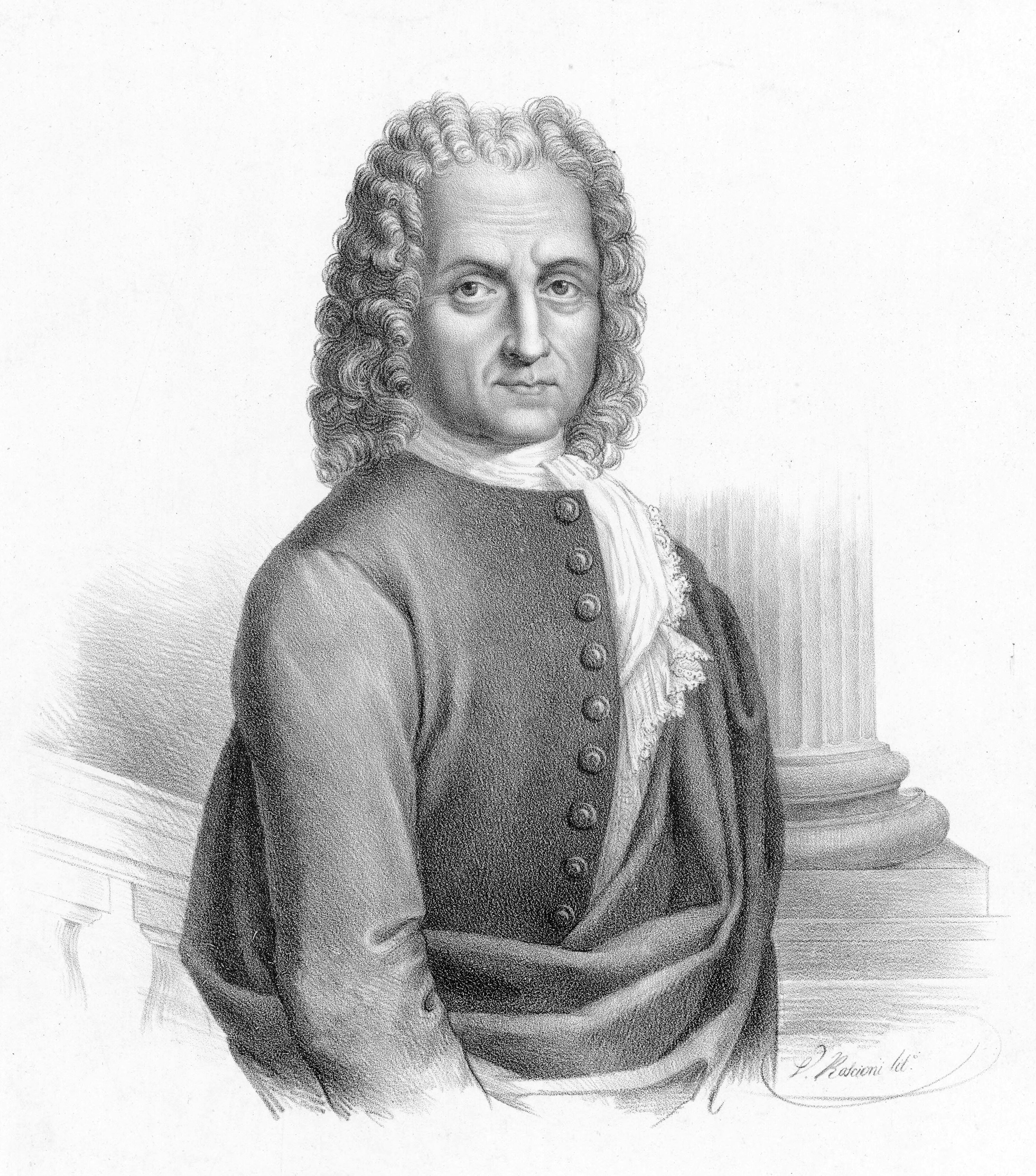
ベネデット・マルチェッロ

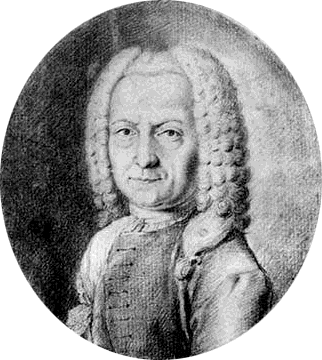
ベネデット・マルチェッロ

ベネデット・マルチェッロ（もしくはマルチェルロとも）（Benedetto Marcello, 1686年7月31日もしくは8月1日 - 1739年7月24日）はイタリア・バロック音楽の作曲家・音楽評論家。イタリア人貴族で、兄アレッサンドロも作曲家である。
アントニオ・ロッティやフランチェスコ・ガスパリーニに音楽を師事。だが、父親に法学に没頭するよう言い付かっており政界入りする。1711年には四十人議会の議員になり、1730年にはポーラの施政官に任命されるが、イストリア地方の気候によって健康を害し、8年後にカメルレンゴの称号を得てブレーシャに隠退、同地にて他界した。
未出版作品を含めて50点ほどしか遺さなかった兄とは対照的に、作曲家として精力的で、700点近い作品が確認されている。現在最もよく知られている作品は、《詩的・音楽的霊感Estro poetico-armonico 》（1717年～1727年、ヴェネツィア出版）である。これは、詩篇第1番から第50番まで、通奏低音つきで曲付けされた作品であり、後にチャールズ･エイヴィソンによって高く評価され、1757年にロンドンで英詩を付けて出版された。
その他の主要な作品はカンタータであり、独唱用とアンサンブル用の作品が残されている。ブリュッセル音楽院が所蔵するベネデットの室内カンタータのスコアには、情婦のために作曲された興味深い作品が含まれている。近年では、死者のためのミサ曲も再評価されつつある。リコーダーのためのソナタ集、作品２もアマチュア、プロを問わず頻繁に演奏される傑作である。
1702年には自作の歌劇《受け入れられた信仰La Fede riconosciuta 》をヴィチェンツァで上演したにもかかわらず、オペラの創作をあまり快く思っておらず、1720年には匿名で小冊子『当世流行劇場Teatro alia moda 』を出版し、当時の歌劇をめぐる状況について、諷刺的に描き出した。このささやかな著作は、頻繁に再版された。これは読んで楽しいだけでなく、オペラの歴史に最も有意義な貢献を果たすものでもある。

## 著作
- 『当世流行劇場』（小田切慎平＆小野里香織 (翻訳)、未來社  ISBN 4624934288）

## 音楽作品
- 5声の協奏曲集 Op.1（12曲、1708年刊）
- フルート・ソナタ集 Op.2 （12曲、1717年刊）
- 彼の作品としてよく知られてきた「オーボエ協奏曲 (マルチェッロ) ニ短調」は兄アレッサンドロの作品であることが判明している。